# Centru Civic

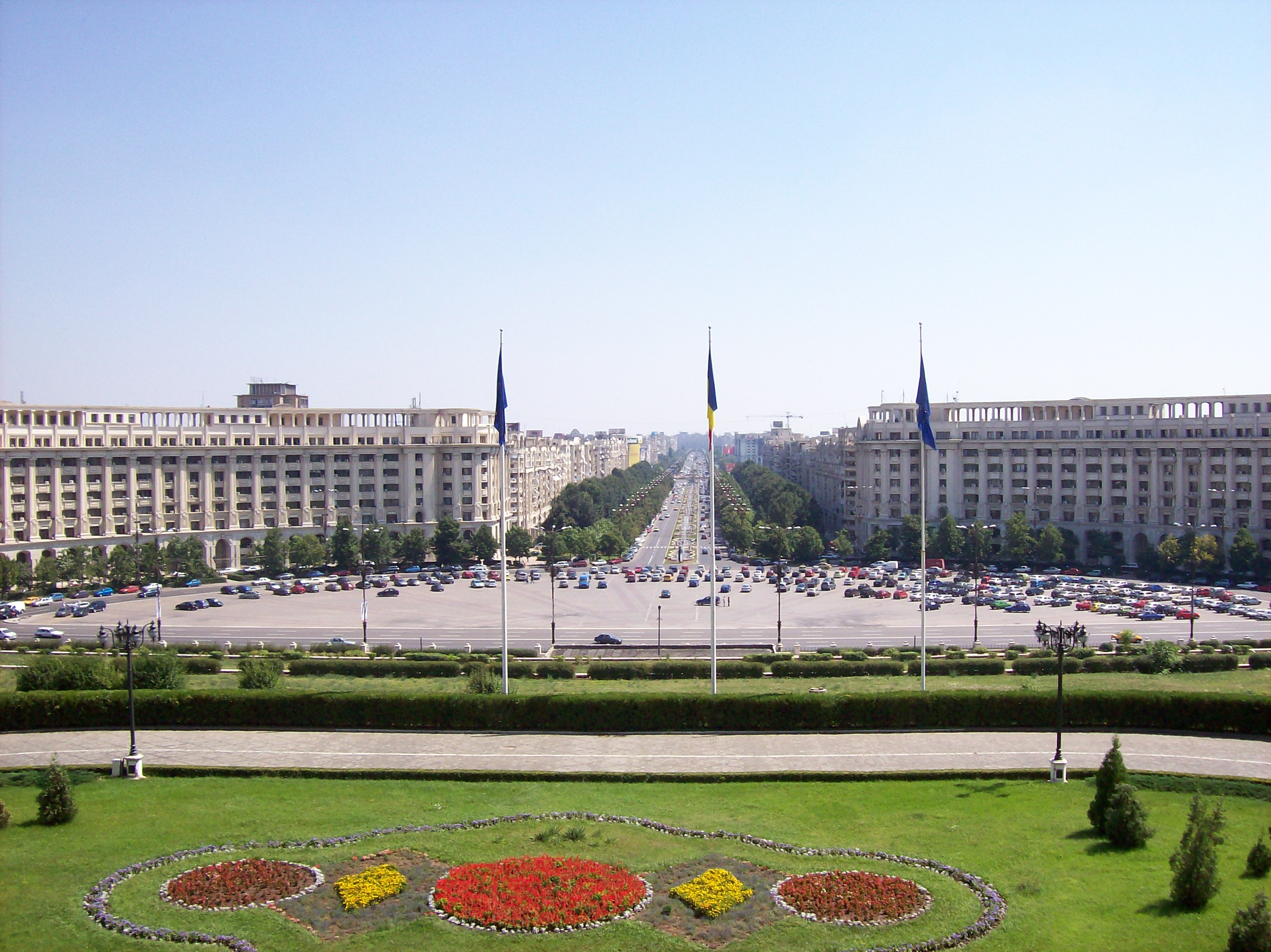
Boulevard Unirii

Centru Civic (Nederlands: Staatsburgerlijk centrum) is een wijk in Centraal-Boekarest, de hoofdstad van Roemenië. De wijk werd gebouwd in de jaren tachtig in socialistische stijl door Nicolae Ceaușescu.
Boekarest was beschadigd na bombardementen in de Tweede Wereldoorlog en de aardbeving in 1977. Toch hebben deze zaken het uiterlijk van Boekarest niet zo sterk veranderd als de systematisering in de jaren tachtig. Acht vierkante kilometer van het historische centrum van Boekarest, waaronder ook kloosters, kerken, synagogen, een ziekenhuis en een art-deco-sportstadion, werden platgelegd. 40.000 mensen kregen een nieuwe, slechtere, woning aangewezen om plaats te maken voor de bouw van het Centru Civic en het immense Parlementspaleis, het op een na grootste gebouw van de wereld.
In Centru Civic staan moderne gebouwen met gevels aan de boulevard, die vroeger bekendstond onder de naam Overwinning van het Socialisme, maar na de Roemeense Revolutie in 1989 hernoemd is als Boulevard van de Vereniging (Bulevardul Unirii). De boulevard is gebaseerd op de Champs-Élysées en is zelfs een paar meter langer en breder dan de Parijse boulevard. Hij loopt van oost naar west dwars door het centrum en eindigt in het westen bij het Parlementspaleis. Vanaf het balkon van het Parlementspaleis is de hele lengte van de boulevard te zien.
Ook staan in het Centru Civic een aantal kantoren van de regering en appartementen waar evenveel mensen in kunnen als in de huizen die er vroeger stonden. Vroeger waren de appartementen, in Socialistische stijl gebouwd, voor de belangrijkste mensen van de Roemeense Communistische Partij. Daarom is dit district geen favoriete plek voor kapitalistisch Boekarest. Wel zijn er uitzonderingen bij gebouwen aan het Piața Unirii (Plein der Vereniging), waar de Dâmbovița ondergronds gaat. Rond het Piața Unirii is Centru Civic betrekkelijk commercieel, maar de vele kleine winkels en restaurants die het hart van Boekarest vormen zijn ten noorden van Centru Civic te vinden.
Het oostelijke gedeelte van Centru Civic, dat nooit afgemaakt is, staat voor de inwoners bekend als "Hiroshima". Beton en halfafgemaakte gebouwen staan op de plek waar historische gebouwen (waaronder ook het Historische Joodse District) stonden.
Aan bijna alle kanten wordt het Centru Civic begrensd door historische gebouwen en wijken. Lipscani is een van de beroemdste straten van Boekarest, en is ook net buiten Centru Civic te vinden. Sommige kerken, zoals de St. Nicolai-Mihai Vodă Kerk, werden verplaatst in plaats van vernield voor de bouw van het Centru Civic en zijn nu nabij het Centru Civic te vinden. Ook het nabije Antimklooster is intact gebleven, hoewel de oostelijke vleugel beschadigd is. Achter Piața Unirii heb je de Dealul Metropoliei (Metropolitaanse heuvel) met daarop de patriarchale kathedraal en het paleis van de Roemeens-orthodoxe Kerk.
Districten: Sector 1 · Sector 2 · Sector 3 · Sector 4 · Sector 5 · Sector 6

Wijken: Băneasa · Berceni · Centru Civic · Colentina · Cotroceni · Crângași · Dristor · Drumul Taberei · Dudești · Ferentari · Floreasca · Giulești · Iancului · Lipscani · Militari · Obor · Olteniţei · Pantelimon · Pipera · Rahova · Tei · Titan · Văcăreşti · Vitan